# Tomasz Janusz Moskal
Tomasz Janusz Moskal (ur. 22 stycznia 1972 w Nisku) – polski duchowny, dr hab. nauk teologicznych, adiunkt Instytutu Historii Kościoła i Patrologii Wydziału Teologii Katolickiego Uniwersytetu Lubelskiego Jana Pawła II i Instytutu Teologicznego im. bł. Wincentego Kadłubka w Sandomierzu, profesor nadzwyczajny Katedry Historii Kościoła w Czasach Najnowszych, Metodologii i Nauk Pomocniczych.

## Życiorys
W 1998 ukończył studia teologiczne na Katolickim Uniwersytecie Lubelskim Jana Pawła II, natomiast 9 czerwca 2004 obronił pracę doktorską pt. Biblioteki parafialne w archidiakonacie sandomierskim w XVIII wieku, otrzymując doktorat, a 24 czerwca 2014 habilitował się na podstawie oceny dorobku naukowego i pracy zatytułowanej Książka w kulturze sandomierskiego środowiska kolegiackiego do 1818 roku. Został zatrudniony na stanowisku adiunkta w Instytucie Historii Kościoła i Patrologii na Wydziale Teologii Katolickiego Uniwersytetu Lubelskiego Jana Pawła II oraz w Instytucie Teologicznym im. bł. Wincentego Kadłubka w Sandomierzu.
Objął stanowisko profesora nadzwyczajnego Katedry Historii Kościoła w Czasach Najnowszych, Metodologii i Nauk Pomocniczych.

## Odznaczenia
- 27 lipca 2016 – Brązowy Medal za Długoletnią Służbę[1]

## Publikacje
- 2008: Budynki sakralne w parafii Racławice w latach 1918–1939[2]
- 2008: Duchowieństwo dekanatu koprzywnickiego w świetle wizytacji z 1782 roku[2]
- 2009: Księgozbiór parafii w Potoku Wielkim w świetle wizytacji generalnej z 1748 roku[2]
- 2013: Książka w kulturze sandomierskiego środowiska kolegiackiego do 1818 roku[2]